# Euvola vogdesi
Euvola vogdesi is een tweekleppigensoort uit de familie van de Pectinidae. De wetenschappelijke naam van de soort is voor het eerst geldig gepubliceerd in 1906 door Arnold.